# Юридически факултет (Белградски университет)
Вижте пояснителната страница за други значения на Юридически факултет.
Юридическият факултет на Белградския университет (БУ), познат още като Белградската правна школа, е основан през 1808 г.
Той е сред първите образователни институции в състава на БУ. Сградата му е разположена в старата част на Белград на булевард „Крал Александър“.